# Курсель-Фремуа
Курсе́ль-Фремуа́ (фр. Courcelles-Frémoy) — коммуна во Франции, находится в регионе Бургундия. Департамент коммуны — Кот-д’Ор. Входит в состав кантона Семюр-ан-Осуа. Округ коммуны — Монбар.
Код INSEE коммуны — 21203.

## Население
Население коммуны на 2010 год составляло 127 человек.
| 1962 | 1968 | 1975 | 1982 | 1990 | 1999 | 2010 |
| ---- | ---- | ---- | ---- | ---- | ---- | ---- |
| 160  | 144  | 104  | 108  | 125  | 100  | 127  |

## Экономика
В 2010 году среди 71 человека трудоспособного возраста (15—64 лет) 46 были экономически активными, 25 — неактивными (показатель активности — 64,8 %, в 1999 году было 54,4 %). Из 46 активных жителей работали 41 человек (20 мужчин и 21 женщина), безработных было 5 (4 мужчины и 1 женщина). Среди 25 неактивных 3 человека были учениками или студентами, 15 — пенсионерами, 7 были неактивными по другим причинам.